# ながいたつ
ながい たつは、日本のソングライター、編曲家、音楽プロデューサー。

## 略歴
早稲田大学教育学部数学専修卒、大学在籍時から作曲活動を始める。2013年から作曲・作詞・編曲家として活動。特にアイドルへの楽曲提供を得意とする。

## 作品

### 楽曲提供
- AKB48
  - 「あまのじゃくバッタ」（2015年／作曲・編曲）
- SKE48
  - 「蹴飛ばした後で口づけを」（2018年／作曲・編曲）
- 神宿
  - （2015年／作詞・作曲・編曲）
    - 「Summer Dream」
    - 「必殺!超神宿旋風」
    - 「ぱらしゅ〜と✩らぶ」
    - 「はじまりの鐘を鳴らせ」
    - 「ビ・ビ・ビ♡」
    - 「あの娘にばれるような…」
    - 「KMYD」
    - 「全開!神宿ワールド」
- ぴゅあまる☆くらうん
  - 「君と僕の秘密♡」（2015年／作詞・作曲・編曲）
- Asobit✩Girls
  - 「希望出ずる国の天使」（2014年／作詞・作曲・編曲）
- DaisukI
  - 「D・K・T LOVE〜どうにも・こうにも・止まらない〜」（2014年／作詞・作曲・編曲）
- 萩野聖
  - 「甘い罠」（2014年／作詞・作曲・編曲）